# Villesse
Villesse (im furlanischen Dialekt: Vilès) ist eine nordostitalienische Gemeinde (comune) mit 1607 Einwohnern (Stand 31. Dezember 2023) in der Region Friaul-Julisch Venetien. Die Gemeinde liegt etwa 15 Kilometer südwestlich von Gorizia. Der Isonzo bildet die südöstliche, der Torre die westliche Gemeindegrenze.
In Villesse befindet sich eine Kapelle zu Ehren Kaiser Karl I., welche im Jahr 2017 errichtet wurde.

## Verkehr
Hier liegt das Autobahndreieck der Autostrada A4 (Turin-Triest) mit dem Raccordo Autostradale 17 (Villesse-Slowenische Grenze). Durch die Gemeinde führt ferner die frühere Strada Statale 351 di Cervignano von Cervignano del Friuli nach Görz.